# Bloc populaire sénégalais
Pour les articles homonymes, voir Bloc populaire et BPS.
Le Bloc populaire sénégalais (BPS) est un ancien parti politique sénégalais, ayant existé de 1957 à 1958.
Un parti portant le même nom s'est créé en 2002.

## Parti historique
Le premier BPS naît lors d'un congrès qui se tient à Dakar du 23 au 25 février 1957.
Convergence de plusieurs mouvements, le Bloc démocratique sénégalais (BDS), l'Union démocratique sénégalaise (UDS), le Mouvement autonome casamançais (MAC) ainsi qu'une fraction du Mouvement populaire sénégalais (MPS) mené par Abdoulaye Thiaw, cette fusion était effective depuis août 1956.
Le congrès désigne Léopold Sédar Senghor comme leader politique et Mamadou Dia comme Secrétaire général.
Le 11 janvier 1957, le BPS avait organisé une rencontre à Dakar et lancé la Convention africaine, dont l'ambition était de devenir un parti pour toute l'AOF. Au préalable le BPS et le Rassemblement démocratique africain avaient tenté en vain de se rapprocher. Senghor souhaite alors que la Convention africaine joue le rôle d'un parti représentant le groupe parlementaire des Indépendants d'outre-mer dont il est membre.
En 1958, la Convention africaine et le Mouvement socialiste africain s'unissent pour former le Parti du rassemblement africain. À la suite de cette fusion le BPS s'associe à la section sénégalaise du Parti sénégalais d'action socialiste (PSAS) et forme l'Union progressiste sénégalaise.

## Parti actuel
Aujourd'hui, un nouveau parti porte le même nom. Il a obtenu sa reconnaissance légale le 16 octobre 2002.
Le siège du nouveau BPS se trouve à Thiès. Son secrétaire général actuel est Souleymane Ndiaye "Brin".